# Мирза Садиг-хан Мусташар од-Довла
Мирза Садиг-хан Мусташар од-Довла (перс. میرزا صادق خان مستشارالدوله‎ — 'Мирза Садиг-хан Тебризи') (1863 — 1953) — иранский государственный и политический деятель, посол.

## Биография
Родился в октябре 1863 года в городе Тебриз в Иранском Азербайджане в семье Джавад-хан Тебризи. Он учился в Стамбуле и Тегране.
Мирза Садиг-хан  племянник по отцу Мирза Юсиф-хан Мусташар од-Довла и  племянник по матери Мирза Мохсун-хан Тебризи.
Мирза Садиг-хан на дипломатической службе с 1881 г., долгое время работал в центральном аппарате МИД. На протяжении многих лет он работал в Петербурге, Тбилиси и Париже в Иранском дипломатическом представительстве. По возвращении в Иран он был назначен на один из руководящих постов в Министерстве иностранных дел и вскоре получил почетный титул Мусташар-од-Довла (Государственный советник).
1887 года Мирза Садиг-хан был послом Ирана во Турции.
В 1906 и 1908 годах избирался в парламент депутатом от Тебриза.
Мирза Садиг-хан в 1911 году был назначен на пост министра внутренних дел.
Мирза Садиг-хан в 1912 году был назначен на пост министра Почта и Телеграфа.
Мирза Садиг-хан в 1915 году был назначен на пост министра внутренних дел.
В 1953 году Мирза Садиг-хан Мусташар од-Довла скончался.